# Shahnez Boushaki
Shahnez Boushaki (arabisch شاهيناز بوسحاقي; * 22. Oktober 1985 in Algier, Algerien) ist eine algerische professionelle Basketballspielerin, die in der algerischen Basketballnationalmannschaft der Damen spielt.

## Vereinskarriere
Boushaki spielte seit 2002 für MC Alger. Sie begann ihre professionelle Karriere 2010 bei den GS Pétroliers im algerischen Frauen-Basketballpokal. Boushaki gewann 2015 den algerischen Frauen-Basketballpokal mit ihrem Team GS Pétroliers, das seinen Rivalen OC Alger im Endspiel mit 73:55 besiegte.
Sie hat mit ihrem Team GS Pétroliers an mehreren Basketballwettbewerben im Rahmen der arabischen Club-Basketball-Meisterschaft teilgenommen, nämlich:
- 2014 Basketballmeisterschaft des arabischen Frauenclubs in Ägypten.[5][6]
- 2016 Basketballmeisterschaft des arabischen Frauenclubs 3x3 in Schardscha.[7][8][9][10]

## Internationale Karriere

MC Alger

Boushaki war seit 2010 Mitglied der algerischen Basketballnationalmannschaft. 2017 war sie Mitglied der algerischen Basketballnationalmannschaft der Frauen, die sich für den FIBA Afrikanischer Frauenklub-Meisterpokal 2017 qualifizierte.

### FIBA
Sie nahm an vier Veranstaltungen der FIBA-Afrika-Zone auf Senior-Ebene teil:
- 2013 FIBA-Afrika-Meisterschaft für Frauen in Mosambik.[14][15][16][17][18][19][20][21]
- 2015 FIBA-Afrika-Meisterschaft für Frauen in Kamerun.[22][23][24][25][26][27]
- 2016 FIBA-Afrikanischer Frauenklub-Meisterpokal in Mosambik.[28][29][30][31][32][33][34]
- 2017 FIBA-Afrikanischer Frauenklub-Meisterpokal in Angola.[35][36][37]

### Afrikaspiele
Sie hat mit ihrem Team GS Pétroliers an verschiedenen Basketballwettbewerben im Rahmen der Afrikaspiele teilgenommen, nämlich:
- Afrikaspiele 2011 in Mosambik.[38][39][40][41]
- Afrikaspiele 2015 in der Republik Kongo.[24][42][43]

## Sportergebnisse
| # | Sportereignis                                   | Klassifiziert                    | Punkte pro Spiel (PPS) | Rebounds pro Spiel (RPS) | Assists pro Spiel (APS) |
| - | ----------------------------------------------- | -------------------------------- | ---------------------- | ------------------------ | ----------------------- |
| 1 | 2013 FIBA-Afrika-Meisterschaft für Frauen       | 11                               | 1,4                    | 1,8                      | 0,0                     |
| 2 | 2015 FIBA-Afrika-Meisterschaft für Frauen       | 11                               | 5,1                    | 3,4                      | 2,3                     |
| 3 | 2016 FIBA-Afrikanischer Frauenklub-Meisterpokal | 10                               | 3,9                    | 1,7                      | 1,0                     |
| 4 | 2017 FIBA-Afrikanischer Frauenklub-Meisterpokal | nicht verfügbar                  | nicht verfügbar        | nicht verfügbar          |                         |
|   |                                                 | Gesamtdurchschnitt pro Ereignis: | 3,5                    | 2,3                      | 1,1                     |

## Karriere-Statistiken
| Saison | Team               | GP | GS | MPG | FG % | 3P % | FT % | RPG | APG | SPG | BPG | PPG |
| ------ | ------------------ | -- | -- | --- | ---- | ---- | ---- | --- | --- | --- | --- | --- |
| 2013   | Nationalmannschaft |    |    |     | .375 | .000 | .500 | 1.8 | .0  | .0  |     | 1.4 |
| 2015   | Nationalmannschaft |    |    |     | .300 | .200 | .529 | 3.4 | 2.3 | 2.3 |     | 5.1 |
| 2016   | Nationalmannschaft |    |    |     | .333 | .400 | .625 | 1.7 | 1.0 | 1.0 |     | 3.9 |
| 2017   | Nationalmannschaft |    |    |     | n/a  | n/a  | n/a  | n/a | n/a | n/a |     | n/a |